# 南河内村 (山口県)
南河内村（みなみこうちそん）は、山口県玖珂郡にあった村。現在の岩国市の中部、錦川の中流域、錦川鉄道錦川清流線・南河内駅の周辺にあたる。

## 地理
- 山岳 ： 神ノ内山、三蔵山、甘木山、大平山、二ツ山、雲霞山、熊ヶ山
- 河川 ： 錦川

## 歴史
- 1889年（明治22年）4月1日 - 町村制の施行により、伊房村・竹安村・土生村・角村・保木村・上田村・寺山村・近延村・行正村・入野村・大山村・廿木村の区域をもって発足。
- 1955年（昭和30年）4月1日 - 岩国市に編入。同日南河内村廃止。

## 交通

### 鉄道路線
現在は旧村域に錦川鉄道錦川清流線の南河内駅が所在するが、当時は未開業。

### 道路
- 国道2号